# 마쓰에정
마쓰에정(松江町)은 도쿄부 미나미카쓰시카군에 일찍이 존재했던 정이다.

## 역사
- 1889년 5월 1일 - 정촌제 시행에 수반해 미나미카쓰시카군 마쓰에촌이 성립하였다.
- 1926년 4월 1일 - 정으로 승격해 마쓰에정이 되었다.
- 1932년 10월 1일 - 미나미카쓰시카군 전역이 도쿄시에 편입해, 마쓰에정의 구역은 미즈에촌, 가사이촌, 시카모토촌, 시노자키촌, 고이와정, 고마쓰가와정과 함께 에도가와구의 일부가 되었다.

## 교통

### 도로
- 지바 가도